# America West
America West Airlines (im Außenauftritt verkürzt America West) war eine US-amerikanische Fluggesellschaft mit Sitz in Tempe in der Metropolregion Phoenix (Arizona). Im Jahre 2005 übernahm sie US Airways, woraufhin bis Mitte 2007 sukzessive alle Aktivitäten unter dem Namen US Airways zusammengefasst wurden. Nach der Fusion der vergrößerten US Airways mit der in Insolvenz befindlichen American Airlines im Jahre 2013 bildet die selbst während der 1990er Jahre in Schwierigkeiten geratene Airline aus Tempe nunmehr einen Kern der nach Passagierkilometern größten Airline der Welt.

## Geschichte

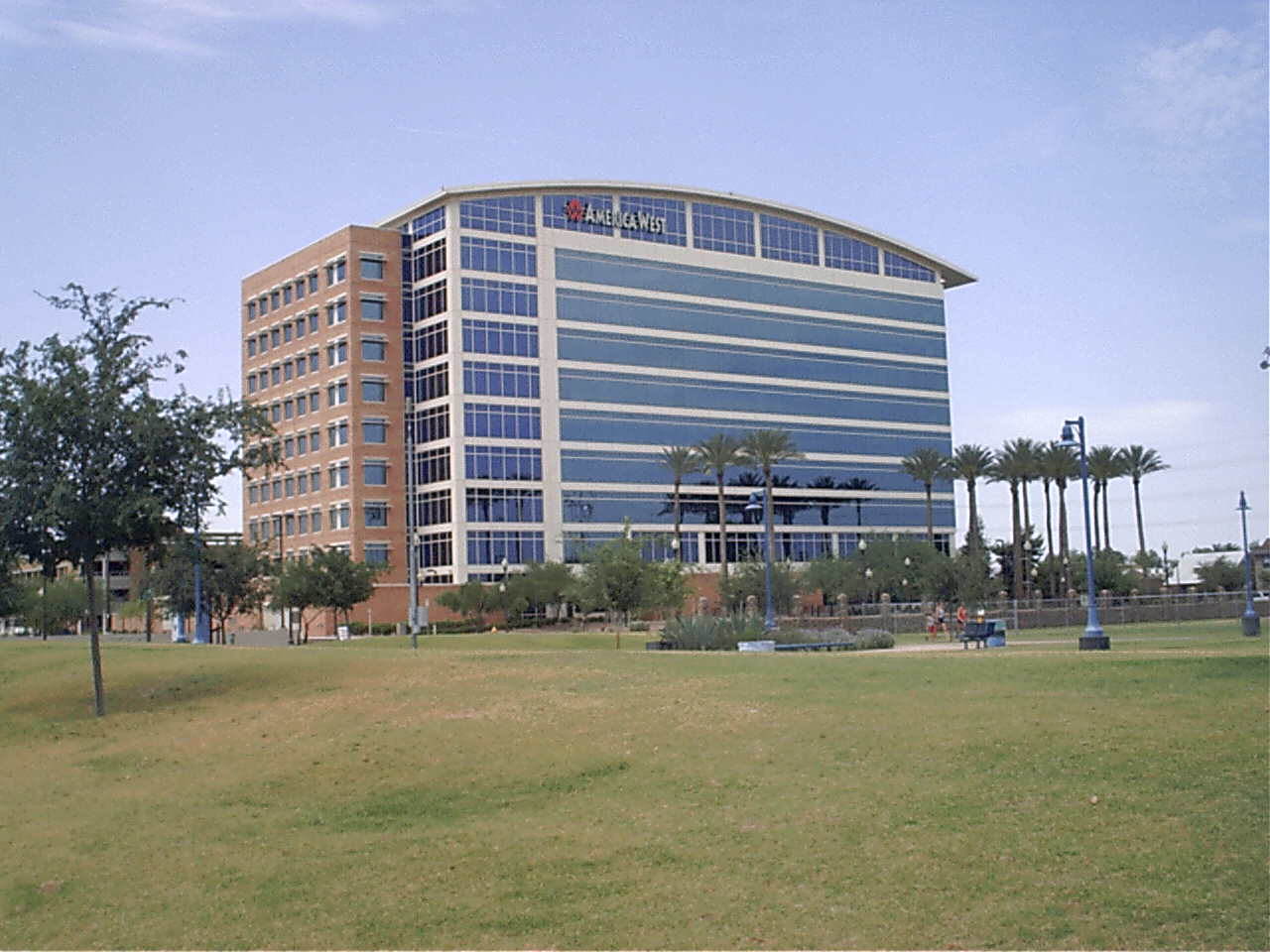
Hauptquartier der America West Airlines in Tempe (AZ), welches ab 2005 auch als Hauptquartier der fusionierten US Airways diente.

America West Airlines wurde im Februar 1981 gegründet und nahm ihren Flugbetrieb am 1. August 1983 auf. Am 27. September 2005 übernahm America West die größere Fluggesellschaft US Airways. Die dadurch neu entstandene Gesellschaft trug den international bekannteren Namen US Airways, bis Ende 2007 wurden alle Operationen der America West auf den neuen Namen umgestellt. Am 9. Dezember 2013 entstand durch die Fusion der vergrößerten US Airways mit der damals in Insolvenz stehenden American Airlines, welche damit das Insolvenzverfahren verlassen konnte, die größte Fluggesellschaft der Welt. Sie operiert seit April 2015 unter dem alleinigen Namen American Airlines.

## Flotte
Die Flotte der America West bestand zuletzt aus 132 Flugzeugen und wurde im Zuge der Fusion mit US Airways zusammen mit allen offenen Bestellungen in deren Flotte überstellt.